# Josep Baucells i Reig
Josep Baucells i Reig (Taradell, Osona, 1932 - Barcelona, 16 d'abril de 2021) va ser un bibliotecari, arxiver, historiador i prevere català.
Es va formar al Seminari de Barcelona i posteriorment va seguir la carrera d'Història a la Universitat de Barcelona. El 1999 obtingué el grau de doctor amb una tesi sobre la vida quotidiana a la Catalunya medieval, dirigida pel professor Manuel Riu i Riu. Des del 1967 ocupa la plaça de bibliotecari i arxiver de la catedral de Barcelona. Més endavant acabaria convertint-se en el director de l'Arxiu Capitular de Barcelona. El 1996 fou nomenat canonge de la Catedral de Barcelona.

## Publicacions
Entre les seves publicacions destaquen els treballs de catalogació dels fons de l'arxiu catedralici barceloní. També ha col·laborat en la Guia dels Arxius eclesiàstics de Catalunya-València-Balears (1978)
- El Baix Llobregat i la Pia Almoina de la Seu de Barcelona. Catàleg del fons en pergamí de l'Arxiu de la Catedral de Barcelona (1984)
- El fons Cisma d'Occident de l'Arxiu Capitular de la Catedral de Barcelona. Catàleg de còdexs i pergamins (1985)
- El Maresme i la Pia Almoina de la Seu de Barcelona. Catàleg del fons en pergamí de l'Arxiu Capitular de la Catedral de Barcelona (1987)